# Marian Łowiński
Marian Antoni Jerzy Łowiński, ps. Maryśka (ur. 20 grudnia 1901 w Warszawie, zm. w wiosną 1940 w Charkowie) – polski harcerz, harcmistrz, komendant Śląskiej Chorągwi Harcerzy, kapitan dyplomowany Wojska Polskiego, ofiara zbrodni katyńskiej.

## Życiorys
Marian Antoni Jerzy Łowiński był synem Karola i Wincentyny Józefy z Krajewiczów (1875–1940). Od 1912 roku mieszkał w Warszawie, gdzie uczył się w Gimnazjum gen. Pawła Chrzanowskiego. Wstąpił tam do 2 Warszawskiej Drużyny Harcerzy (2 WDH) im. Tadeusza Reytana.
W 1915 roku z rodziną został ewakuowany do Moskwy. Uczył się tam w gimnazjum Kazimierza Kulwiecia i po powrocie do Polski w 1918 roku kontynuował naukę w warszawskim gimnazjum Kulwiecia. W tymże roku został drużynowym działającej tam 26 WDH im. Dionizego Czachowskiego (był nim do roku 1920). W 1919 roku podjął pracę w Komendzie Warszawskiej Chorągwi Męskiej.
14 lipca 1920 roku zgłosił się ochotniczo do Wojska Polskiego. Walczył w szeregach Grudziądzkiej Kompanii Szturmowej. Został zwolniony z wojska 25 października 1920 roku i kontynuował naukę w gimnazjum i działalność harcerską. W roku 1922 zdał maturę. Do 1925 roku był drużynowym 2 WDH, w latach 1923–1925 kierował Wydziałem Drużyn Stołecznych w Komendzie Warszawskiej Chorągwi Męskiej.
W okresie od sierpnia 1922 roku do lipca 1923 roku uczył się w Szkole Podchorążych Piechoty w Warszawie, po czym kontynuował naukę w Oficerskiej Szkole Piechoty w Warszawie. Od roku 1925 służył w stacjonującym w (dzisiejszym) Chorzowie 75 pułku piechoty. W listopadzie tego roku został hufcowym w Śląskiej Chorągwi Harcerzy, a maju 1926 roku kierownikiem Wydziału Przysposobienia Wojskowego Śląskiej Chorągwi Męskiej. W tym samym miesiącu został przydzielony do Kwatery Wojskowej Prezydenta RP na stanowisko młodszego oficera kompanii przybocznej. Od 17 sierpnia 1926 roku był dowódcą szkoły podoficerskiej przy 75 pp.
W marcu 1927 roku został członkiem Zarządu Śląskiego Oddziału ZHP, w okresie od marca 1928 roku do 24 stycznia 1929 roku sprawował funkcję sekretarza Zarządu Oddziału i zastępcy komendanta, a od 25 kwietnia 1928 roku do października 1930 roku był komendantem Śląskiej Chorągwi Harcerzy. Od roku 1933 do wybuchu wojny był członkiem Naczelnej Rady Harcerskiej.
W październiku 1930 roku został przeniesiony do Korpusu Ochrony Pogranicza w Osowcu.
W latach 1932–1934 studiował w Wyższej Szkole Wojennej w Warszawie. Z dniem 1 listopada 1934 roku, po ukończeniu kursu i otrzymaniu dyplomu naukowego oficera dyplomowanego, został przeniesiony do dowództwa 18 Dywizji Piechoty w Łomży na stanowisko I oficera sztabu. Od roku 1938 pracował w Sztabie Generalnym.

W czasie kampanii wrześniowej 1939 roku miał być ewakuowany wraz ze Sztabem Naczelnego Wodza do Rumunii, jednak z częścią oficerów pozostał w Polsce. Po agresji ZSRR na Polskę w nieznanych okolicznościach dostał się do niewoli sowieckiej i osadzono go w obozie w Starobielsku. Wiosną 1940 roku został zamordowany przez funkcjonariuszy NKWD w Charkowie i pogrzebany potajemnie w bezimiennej mogile zbiorowej w Piatichatkach, gdzie od 17 czerwca 2000 roku mieści się oficjalnie Cmentarz Ofiar Totalitaryzmu w Charkowie. Figuruje na Liście Starobielskiej NKWD, pod poz. 1992.
5 października 2007 roku minister obrony narodowej Aleksander Szczygło mianował go pośmiertnie na stopień majora. Awans został ogłoszony 9 listopada 2007 roku w Warszawie, w trakcie uroczystości „Katyń Pamiętamy – Uczcijmy Pamięć Bohaterów”.

### Życie prywatne
Marian Łowiński był najstarszym spośród pięciorga rodzeństwa. Miał dwie siostry i dwóch braci: Barbarę (1903–1941) zamężną Kohman, Stefana (1908–1965), Annę (1912–1987) zamężną Świętochowską i Jerzego (1918–1979).
W roku 1932 ożenił się z Wandą Jordan (1900–1959), harcmistrzynią, komendantką Śląskiej Komendy Żeńskiej (1922–1926), komendantką Śląskiej Komendy Męskiej (1922–1928), przewodniczącą Zarządu Oddziału Śląskiego ZHP (1927–1934). Mieli syna Michała (1935–2000), polskiego konsula w Brazylii w latach 80..

## Awanse
- Harcerskie stopnie instruktorskie:
  - przewodnik – 15 lipca 1921
  - podharcmistrz – 31 maja 1924
  - harcmistrz – 1931, w wyniku reorganizacji stopni instruktorskich w 1927
- Awanse wojskowe:
  - sierżant podchorąży – lipiec 1923
  - podporucznik – lipiec 1925
  - porucznik – 1 lipca 1927
  - kaptan dyplomowany – 1934[14]

## Ordery i odznaczenia
- Złoty Krzyż Zasługi (25 maja 1939)[15]
- Srebrny Krzyż Zasługi (19 marca 1931)[16]
- Medal Pamiątkowy za Wojnę 1918–1921
- Medal Dziesięciolecia Odzyskanej Niepodległości
- Medal „Za udział w wojnie obronnej 1939” (pośmiertnie)
- Medal 3 Maja[13]
- Brązowy Medal za Długoletnią Służbę